# Vinho argentino

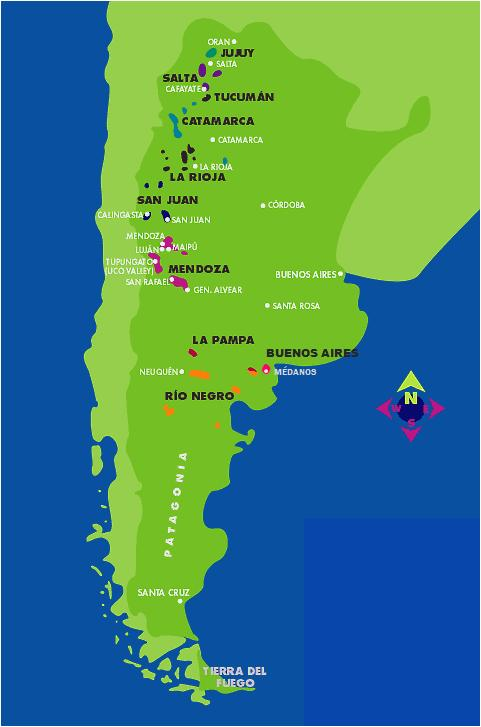
Regiões produtoras de vinho na Argentina.

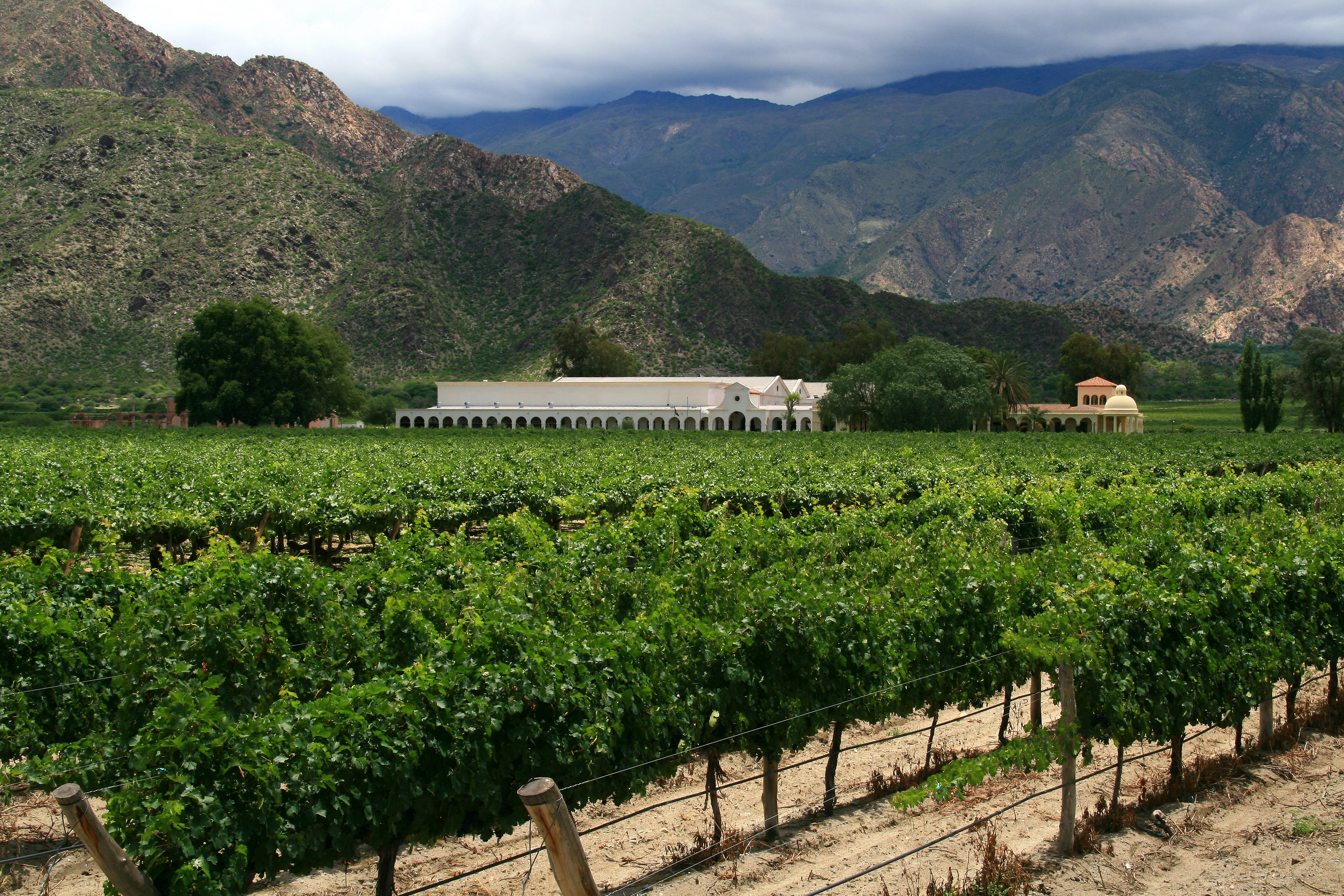
Vinhedos em Cafayate, província de Salta.

A Argentina é o quinto maior produtor de vinho do mundo. O vinho argentino, assim como alguns aspectos da culinária argentina, tem suas raízes na Espanha. Durante a colonização espanhola das Américas, as mudas de videira foram levadas para Santiago del Estero em 1557, e o cultivo da produção de uva e vinho se estendeu primeiro para as regiões vizinhas e depois para outras partes do país.
Historicamente, os produtores de vinho argentinos estavam tradicionalmente mais interessados em quantidade do que em qualidade, sendo que o país consume 90% do vinho que produz (45 litros per capita por ano, de acordo com os números de 2006). Até o início da década de 1990, a Argentina produzia mais vinho do que qualquer outro país fora da Europa, embora a maioria fosse considerada não exportável. No entanto, o desejo de aumentar as exportações impulsionou avanços significativos na qualidade. Os vinhos argentinos começaram a ser exportados durante a década de 1990 e atualmente estão crescendo em popularidade, tornando-se o maior exportador de vinhos da América do Sul. A desvalorização do peso argentino em 2002 alimentou ainda mais a indústria à medida que os custos de produção diminuíram e o turismo aumentou significativamente, dando lugar a um conceito totalmente novo de enoturismo na Argentina.
As regiões vinícolas mais importantes do país estão localizadas nas províncias de Mendoza, San Juan e La Rioja. Salta, Catamarca, Río Negro e, mais recentemente, sul de Buenos Aires também são regiões produtoras de vinho. A província de Mendoza produz mais de 60% do vinho argentino e é a fonte de uma porcentagem ainda maior do total das exportações. Devido à alta altitude e baixa umidade das principais regiões produtoras de vinho, os vinhedos argentinos raramente enfrentam os problemas de insetos, fungos, bolores e outras doenças da uva que afetam os vinhedos de outros países. Isso permite o cultivo com pouco ou nenhum pesticida, permitindo que até mesmo vinhos orgânicos sejam facilmente produzidos.
Existem muitas variedades diferentes de uvas cultivadas na Argentina, refletindo os muitos grupos de imigrantes do país. Os franceses trouxeram o malbec, que produz a maioria dos vinhos mais conhecidos da Argentina. Os italianos trouxeram videiras que chamaram de bonarda, apesar de não ter nada em comum com os vinhos frutados leves feitos de Bonarda Piemontese no Piemonte. Torrontés é outra uva tipicamente argentina e é encontrada principalmente nas províncias de La Rioja, San Juan e Salta. É um membro do grupo Malvasia que produz vinhos brancos aromáticos. Foi recentemente cultivado na Espanha. Cabernet sauvignon, syrah, chardonnay e outras variedades internacionais estão se tornando mais amplamente plantadas, mas algumas variedades são cultivadas caracteristicamente em certas áreas. Em novembro de 2010, o governo argentino declarou o vinho como o licor nacional do país.